# Иеротопия
Иерото́пия (др.-греч. ἱερός — священный и др.-греч. τόπος — место, пространство) — это создание конкретных сакральных пространств, рассматриваемое как особый вид творческой деятельности, а также специальная область историко-культурных исследований, в которой выявляются и анализируются примеры данного творчества. Результатом иеротопического творчества как правило являются церкви и святилища, но могут быть также сакральные ландшафты, архитектурные комплексы, и даже города и страны.
Концепция иеротопии и сам термин были предложены Алексеем Лидовым в 2002 году. Иеротопия как раздел гуманитарного знания находится на стыках традиционных дисциплин истории искусства, археологии, культурной антропологии, этнологии, религиоведения, однако не совпадает ни с одной из них и имеет собственный предмет и методологию. Речь идет не об общем изучении сакрального, чему посвящены работы Мирча Элиаде, Рудольфа Отто, Павла Флоренского и других, а об исторически конкретной деятельности людей по созданию среды общения с высшим миром. Иеротопия может включать и мистическую компоненту, но прежде всего это процесс осознанного творчества, формирования сакрального пространства при помощи архитектуры, изображений, обрядов, света, запахов и иных медиа.
При помощи понятия иеротопия, предметы сакрального искусства, «пребывающие ныне в состоянии музейной разобщенности, вновь собираются в своем времени и в своем месте» . В рамках иеротопического подхода иконы и другие произведения сакрального искусства рассматриваются не как изолированные предметы, а как компоненты иеротопических проектов в их художественной и концептуальной целостности и временном развитии. Темы иеротопических исследований разнообразны и могут включать столь различные предметы, как роль света в церковной архитектуре, религиозные церемонии и праздники, народные традиции, сопоставление иеротопических моделей разных культур.
Иеротопии было посвящено 6 международных симпозиумов.

## Пространственные иконы
Пространственная икона – это образ, возникающий при восприятии конкретного сакрального пространства (например, храма или святилища) как целого и порождаемый всей совокупностью его символических и образных компонентов. Подобно обычной иконе, она  выполняет в сознании верующего функцию связующего звена между земной реальностью и горним миром. В отличие от обычной иконы, в ней нет фиксированного изображения. Её образ разворачивается в пространстве и воплощён в многообразии пластических форм, определяющих сакральное пространство.  В формировании пространственной иконы могут участвовать как неподвижные элементы: архитектура, настенные росписи, обычные иконы и литургическая утварь, так и принципиально подвижные формы: динамика богослужения, драматургия световозжиганий и естественного света, а также среда запахов. Каждый христианский храм может быть рассмотрен как пространственная икона, при этом чудотворные иконы и реликвии часто играют центральную роль.
Многие сакральные ландшафты разных религий были задуманы и реализованы как пространственные иконы . В христианской традиции яркие примеры находим в многочисленных «Новых Иерусалимах» — архитектурно-ландшафтных образах Святой Земли, включая наиболее масштабный из них Новый Иерусалим на р. Истра под Москвой, который в середине XVII в. был задуман патриархом Никоном и царем Алексеем Михайловичем как русская Палестина, пространственная икона Святой Земли. Пространственные иконы во многих случаях имели конкретных творцов.
Термин «пространственная икона» используется также для характеристики массовых сакральных действий и обрядов, например, т. наз.  «вторничного действа» с иконой Одигитрии в Константинополе XII—XV вв. и «шествия на осляти» в средневековой Москве.  Важная особенность таких пространственных икон — их перформативность и динамика. Они формировались живым человеческим участием и восприятием, а матрицей пространственной иконы становился сам город.
В. В. Лепахин предложил термин «иконотопос», близкий как по содержанию, так и по этимологии, к пространственной иконе. Иконотопос – это сакрализованное человеком пространство, мыслимое как икона. Например, средневековая Москва рассматривалась как иконотопос (пространственная икона) Иерусалима. Рассматривая сакральную структуру древнерусских городов, В. В. Лепахин выделяет иерархию иконотопосов: алтарь -> храм -> детинец/кремль -> город -> Святая Русь -> Небесный Иерусалим .

## Перенесение сакральных пространств
Перенесение (воспроизведение) сакрального пространства является распространенной формой иеротопического творчества. Во многих случаях первоначальное сакральное пространство возникало в результате иерофании, то есть воспринималось как освященное божественным знамением или чудом. Это первичное сакральное пространство осознанно воспроизводилось в процессе иеротопического творчества и присутствовало во вновь созданном святилище или храме в виде пространственной иконы. Например, в библейской истории строительство первого Храма можно рассматривать как воспроизведение сакрального пространства Скинии Завета. С другой стороны, первый Храм может рассматриваться как первообраз в иеротопии христианских храмов. В христианской традиции и Востока и Запада известны многочисленные воспроизведения «новых иерусалимов», призванные установить  связь с пространством Святой Земли, особенно с местом, где произошли спасительные страдания и чудесное воскресение Иисуса Христа. Сакральное пространство Гроба Господня воспроизводится в алтаре любой христианской церкви.

## Образы-парадигмы
При анализе создания и восприятия сакральных пространств используется понятие образа-парадигмы. Образ-парадигма - это смысловой стержень иеротопического проекта, средство коммуникации между творцами сакральных пространств и их зрителями. Не являясь ни плоским изображением ни скульптурой, этот образ-видение создавался в пространстве храма или святилища с намерением вызвать тот же образ в сознании наблюдателя-участника. В отличие от художественного образа, образ-парадигма порождается не конкретным произведением искусства, а религиозной традицией в целом. Важным примером образа-парадигмы в христианстве является образ Небесного Иерусалима, который присутствовал в любой византийской церкви, хотя как правило не был непосредственно изображен.

## Обсуждение, использование и критика термина
В дискуссиях отмечается, что  иеротопические понятия не нацелены на создание теоретических схем, а служат описанию живых культурных явлений в их первоначальном назначении и переживании . Указывается, что если сам феномен сакрального пространства известен науке, то иеротопия фокусируется на механизмах его формирования .  Высказываются возражения против объединения термином «иеротопия» двух понятий: создания сакральных пространств и науки о нём. Р. М. Шукуров предложил называть «иеротопией» именно создание сакральных пространств, а соответствующий раздел науки называть «иеротопикой» . И. П. Давыдов, напротив,  рассматривает иеротопию именно как науку, но предлагает использовать данный термин для феноменологического описания сакральных пространств, в то время как термин «иеротопика» он предлагает использовать для анализа теоретических и философских аспектов .  С.В. Заграевский, проведя анализ методологии и областей применения иеротопии, выразил сомнения в ее научной обоснованности и практической ценности, сочтя ее лишь терминологической надстройкой.
Дискутируется вопрос о границах исследовательского поля в рамках иеротопического подхода. Высказывалось мнение, что понятие иеротопии, возникшее в контексте медиевистических исследований, предназначено в первую очередь для анализа «безвидных» образов средневекового сакрального искусства , и что его использование в других сферах следует как-то ограничить или оговорить. Однако на практике понятие «иеротопия» используется многими авторами в расширительном смысле: например, для  характеристики культурных ландшафтов  мифопоэтических и сакральных пространственных образов в художественной литературе , а также для описания аспектов сакрального в протестантской культуре.